# 迈里约
迈里约（法語：Mairieux，法語發音：[mɛʁjø]）是法国上法兰西大区北部省的一个市镇，属于埃尔普河畔阿韦讷区。

## 地理
迈里约（50°18'49"N, 3°59'33"E）面积6.49 平方千米，位于法国上法蘭西大區北部省，该省份为法国最北部的省份及最长的省份，西北濒北海，西接加来海峡省，南至埃纳省和索姆省，东与比利时接壤。
与迈里约接壤的市镇（或旧市镇、城区）包括：莫伯日、贝尔西利、贝蒂尼、埃莱姆、戈尼绍塞。

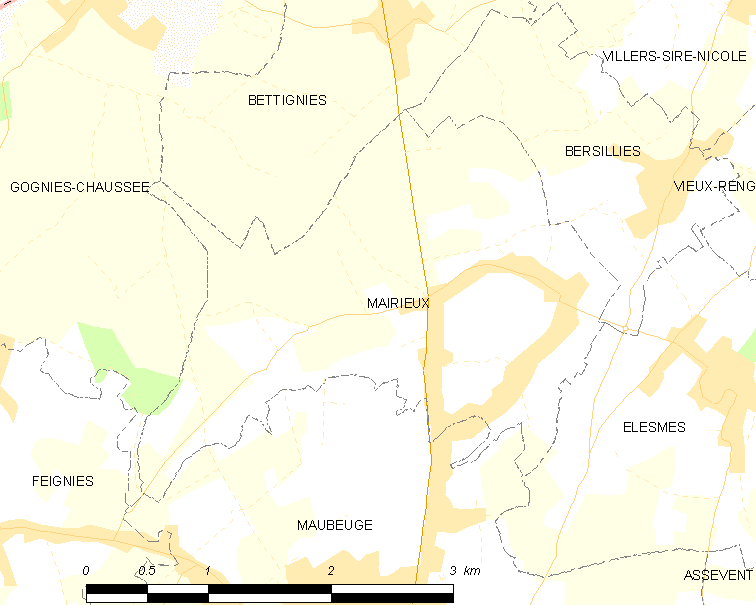
迈里约的OSM定位图

迈里约的时区为UTC+01:00、UTC+02:00（夏令时）。

## 行政
迈里约的邮政编码为59600，INSEE市镇编码为59370。

## 政治
迈里约所属的省级选区为莫伯日县。

## 人口

1962-2008年间迈里约人口变化图示

迈里约于2022年1月1日时的人口数量为698人。